# 由提卡戰役 (傭兵戰爭)
由提卡戰役（前240年）是傭兵戰爭中第一場主要戰鬥，战斗的双方是迦太基軍隊與在第一次布匿戰爭中僱用的前迦太基僱傭軍及部份叛變利比亞人的城市。
偉人漢諾的軍隊成功解除由提卡的封鎖。不過，他們解放一個城市後不能作出有意義的防衞或保持對敵方的移動的瞭望台。因此，迦太基軍隊面對很大損失當僱傭軍反擊時，如輜重及其他設備被奪去，漢諾的軍隊被圍於由提卡附近。後來漢諾計劃打算重奪軍隊的機動性及調遺力但他不能扳握與處於不利的叛軍戰鬥機會。這促使迦太基動員哈米爾卡·巴卡的軍隊。